# Keilim

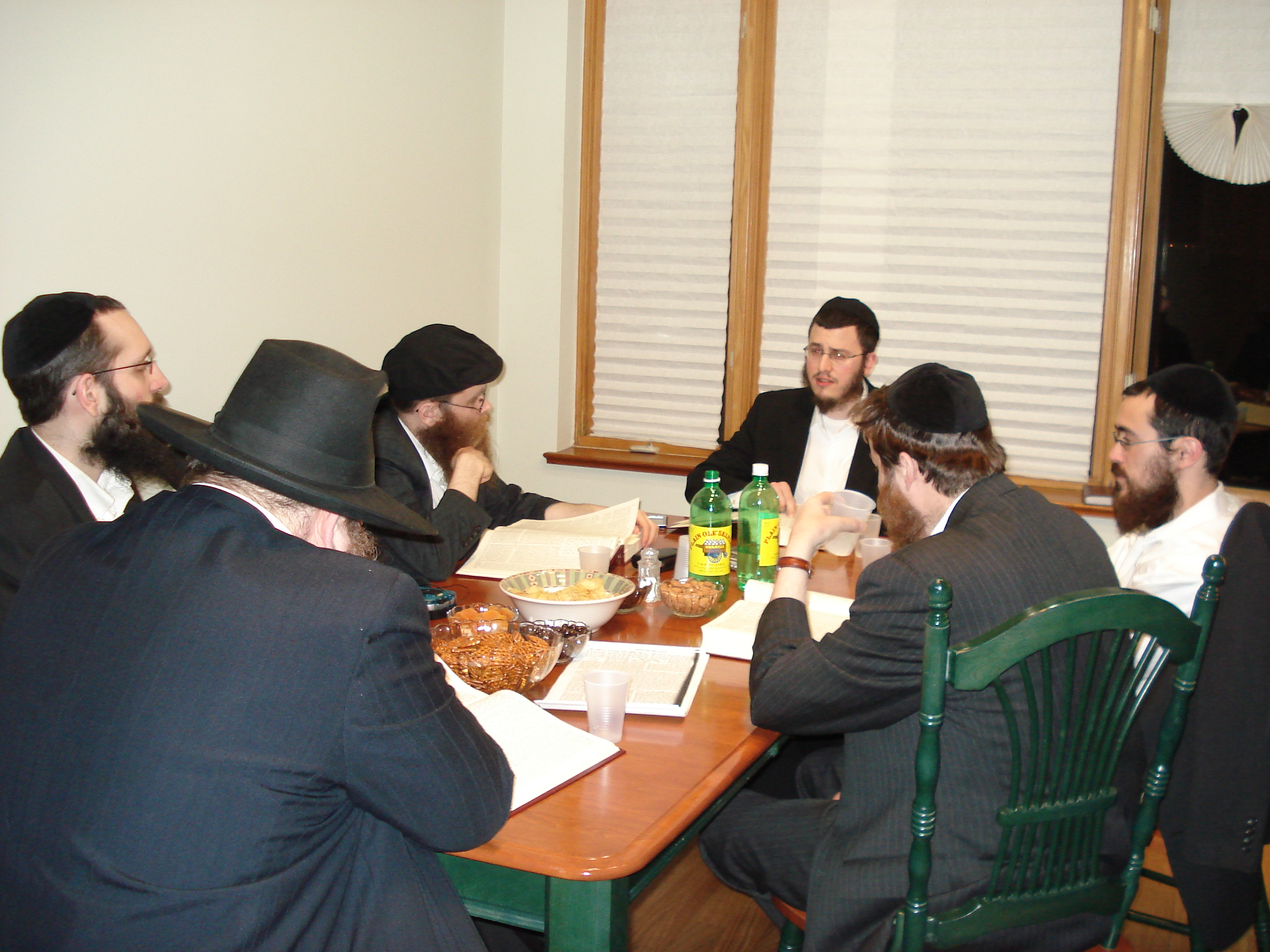
Un gruppo di Kohanim che studiano le leggi della Mishnah relative a Keilim in anticipazione della ricostruzione del Tempio di Gerusalemme.

Kelim (כלים, lett. "Vasi") è il primo trattato nell'Ordine di Tohorot della Mishnah. Comprende trenta capitoli che lo rendono il più lungo compendio di tutta la Mishnah. La Tosefta su Keilim consiste di venticinque capitoli suddivisi in Bava Kama ("Prima Porta"), Bava Metzia ("Porta Media") e Bava Batra ("Ultima Porta") di Keilim. Il trattato descrive le leggi di purezza e impurità rituale relative a tutti i tipi di vasi e contenitori.
- Capitolo 1 chiarisce i livelli di impurità rituale
- Capitolo 2-10 tratta dei vasi di terracotta
- Capitolo 11-14 tratta dei vasi di metallo
- Capitolo 15-19 tratta dei vasi fatti di legno, cuoio e osso
- Capitolo 20-25 tratta delle leggi di purità e impurità relative a tutti i vasi e/o contenitori
- Capitolo 26-28 tratta delle leggi relative al cuoio e al vestiario
- Capitolo 29 tratta delle cuciture dei vestiti e delle attaccature dei vasi
- Capitolo 30 tratta dei vasi di vetro.

Non esiste Ghemara per il Keilim né nel Bavli né nel Yerushalmi.